# Rainier de Ponza
Rainier de Ponza (né vers 1130 à Ponza, et mort en 1207 dans la même ville) est un moine cistercien et un théologien catholique du XIIe siècle. Disciple de Joachim de Flore, il devient le conseiller du pape Innocent III en 1198. Légat du pape dans la région du Languedoc, il est chargé de la lutte contre le catharisme.

## Biographie
Rainier entre dans l'ordre cistercien vers 1182 et devient un proche compagnon de Joachim de Flore. Comme lui, il est invité à comparaître devant le chapitre général des cisterciens en 1192. Il accompagne probablement Joachim à Rome en 1195, et rencontre éventuellement Lothaire de Segni, qui deviendra le pape Innocent III en 1198. Quelques mois après son élection, ce dernier nomme Rainier légat pontifical en Espagne. Rainier devient également le confesseur du pape et un membre influent de son entourage. En 1200, Rainier est chargé de prêcher contre le catharisme dans le comté de Toulouse. Il est également mandaté afin d'organiser et d'intégrer de nouveaux ordres réformés comme les Umiliati. Rainier meurt entre 1207 et 1208. Dans une lettre aux abbés cisterciens de Fossanova, Casamari et Salem, le cardinal Hugolin, alors évêque d'Ostie, s'afflige de la perte d'un homme qu'il considérait comme son ami et son père spirituel.